# Калу, Джонбоско
Джонбоско Самуэль Калу (англ. Johnbosco Samuel Kalu; род. 10 декабря 1997) — нигерийский футболист, нападающий шведского клуба «Вернаму».

## Клубная карьера
Выступал за клубы низших шведских лиг. 12 марта 2022 года Калу стал игроком клуба «Вернаму». Спортивный директор команды Энес Ахметович отметил редкие игровые качества футболиста. 14 августа 2023 года в матче против «Дегерфорс» он дебютировал в шведском Аллсвенскане.